# 宮城県松山高等学校
宮城県松山高等学校（みやぎけん まつやまこうとうがっこう）は、宮城県大崎市松山千石字松山にある県立高等学校。

## 概要
宮城県古川女子高等学校（現・宮城県古川黎明高等学校）の分校として開校された関係で家政科がある。現在各学年普通科･家政科1クラスずつの学級数であり、2006年現在において宮城県の公立高校で最も在籍生徒数が少ない学校になっている。
- 設置学科 全日制課程
  - 普通科 （県内全学区から出願可能）
  - 家政科（県内全学区から出願可能）

## 沿革
- 1932年（昭和7年）3月31日 - 志田郡松山町立松山女子専修学校設立認可
- 1941年（昭和16年）3月31日 - 志田郡松山町立松山実科高等女学校となる
- 1943年（昭和18年）4月1日 - 志田郡松山町立松山高等女学校となる
- 1948年（昭和23年）7月12日 - 学制改革により、宮城県古川女子高等学校松山分校となる
- 1980年（昭和55年）4月1日 - 宮城県松山高等学校となる
- 2009年（平成21年）9月 - 創立30周年記念式典挙行

## 部活動
- 運動部
  - バドミントン部、女子バレーボール部、男子バスケットボール部、柔道部

- 文化部
  - 調理・手芸部、音楽部、マルチメディア部、自然科学部

## 進路
- 就職約55%、進学約45%
- 以前は進学はほとんどが専門学校への進学であり、4大・短大への進学は稀であったが、近年は指定校推薦や、AO入試などに積極的に取り組み、進学実績を向上させている。進学先は地元、東北学院（経済）（工）、宮城学院女子大（日文、英文、国際）　東北文化学園大（看護）　東北生活文化大（服飾、保育）　聖和短大（キャリア、保育）仙台青葉学園短大（ビジネスキャリア）　宮城誠真短大（保育）など[1]。
- 独自のキャリア教育を実践しており、平成22年度以降の就職内定率は県内でも最上位に位置する[2]。

## 主な卒業生
- 井上麻生 - （プロレスラー）

## 交通アクセス
- JR東日本東北本線松山町駅下車、徒歩30分、自転車15分